# Protithona
Protithona là một chi bướm đêm thuộc phân họ Tortricinae của họ Tortricidae.

## Các loài
- Protithona fugitivana Meyrick, 1883
- Protithona potamias (Meyrick, 1909)
- Protithona varia Meyrick, 1883